# Caraphia depressa
Caraphia depressa är en skalbaggsart som beskrevs av Holzschuh 2003. Caraphia depressa ingår i släktet Caraphia och familjen långhorningar. Inga underarter finns listade.